# Stony Prairie
Stony Prairie – jednostka osadnicza w Stanach Zjednoczonych, w stanie Ohio, w hrabstwie Sandusky.